# Taishi Tsutsui
Taishi Tsutsui (筒井 大志 Tsutsui Taishi) (Chiba, 08 de Outubro de 1982) é um mangaká (quadrinista) japonês. Seu principal trabalho é o mangá We never learn.